# Herb Iwonicza-Zdroju
Herb Iwonicza-Zdroju – jeden z symboli miasta Iwonicz-Zdrój i gminy Iwonicz-Zdrój w postaci herbu.

## Wygląd i symbolika
Herb przedstawia na dwupolowej tarczy, w polu górnym – żółtym, trzy zielone jodły, w dolnym – niebieskim, biały rysunek wyobrażający zabytkowy pawilon zdrojowy z bijącym źródłem.
Symbolika herbu nawiązuje do uzdrowiskowego charakteru miejscowości.